# Amstal·lita
L'amstal·lita o amstallita és un mineral de la classe dels silicats. Rep el seu nom de la localitat austríaca d'Amstall, la seva localitat tipus.

## Característiques
L'amstal·lita és un silicat de fórmula química CaAl[(Al,Si)₄O₈(OH)₂](OH)₂(H₂O,Cl). Cristal·litza en el sistema monoclínic. La seva duresa a l'escala de Mohs es troba entre 3 i 5.
Segons la classificació de Nickel-Strunz, l'amstal·lita pertany a «09.DP - Inosilicats, estructures transicionals ino-fil·losilicats» juntament amb els següents minerals: melifanita, leucosfenita, prehnita, kvanefjeldita, lemoynita, natrolemoynita i altisita.

## Formació i jaciments
Es troba en fissures obertes que tallen pegmatites, en roques metamòrfiques hidrotermalment alterades que contenen grafit. Va ser descoberta l'any 1987 a la pedrera de grafit d'Amstall, a Mühldorf, Waldviertel (Baixa Àustria, Àustria). Sol trobar-se associada a altres minerals com: vivianita, siderita, rútil, laumontita, calcita, apatita i albita.